# Taxeotis mimela
Taxeotis mimela är en fjärilsart som beskrevs av Louis Beethoven Prout 1910. Taxeotis mimela ingår i släktet Taxeotis och familjen mätare. Inga underarter finns listade i Catalogue of Life.